# Veljko Vlaisavljević
Veljko Vlaisavljević, slovenski zdravnik ginekolog in univerzitetni profesor, * 30. januar 1950, Ljubljana, Slovenija.
Veljko Vlaisavljević je znan kot pionir na področju reproduktivne medicine v Sloveniji, predvsem kot dolgoletni predstojnik ter vodja temeljnih raziskovalnih projektov na področju zdravljenja neplodnosti in zunaj telesne oploditve (IVF) v UKC Maribor.

## Življenje in delo
Veljko Vlaisavljević se je rodil v Ljubljani, očetu hrvaškemu Srbu iz Like in materi Slovenki rojeni v Trbovljah. Mladost je preživljal v Karlovcu na Hrvaškem, kjer je zaključil gimnazijo. Po maturi se je vpisal na Medicinsko fakulteto v Ljubljani, ki jo je zaključil leta 1974. Specializacijo iz ginekologije in porodništva je na Ginekološki kliniki zaključil leta 1980. Ob delu se je vpisal tudi na podiplomski študij medicinskih znanosti na Medicinski fakulteti v Zagrebu, kjer je leta 1983 pod mentorstvom internista Zdenka Škrabala in ginekologa Predrag Drobnjak doktoriral na področju andrologije - zdravljenja moške neplodnosti. 
Po diplomi se je zaposlil v splošni bolnišnici, danes Univerzitetnem kliničnem centru v Mariboru. Leta 1983 je kot prvi v Sloveniji v Mariboru ustanovil IVF laboratorij. Od leta 1991 do upokojitve v novembru 2014 je opravljal delo predstojnika Oddelka za reproduktivno medicino in ginekološko endokrinologijo na UKC v Mariboru. Med leti 1987 do 2001 je opravljal tudi delo predstojnika Oddelka za znanstveno raziskovalno delo na isti ustanovi. Zaradi njegovega dolgoletnega delu sta mu bila podeljena naziva primarij in višji svetnik.
Vlaisavljević je eden izmed maloštevilnih ginekologov na Slovenskem, ki se skozi celotno delovno dobo ukvarja z zdravljenjem neplodnosti parov in s postopki zunajtelesne oploditve. Z dolgoletnim delovanjem na področju reproduktivne medicine je pripomogel k rojstvu več kot 9.000 otrok po metodah IVF in ICSI.
Poleg zdravniškega je bil Vlaisavljević mnogo let aktiven tudi pri pedagoškem delu. Leta 2002 je bil je izvoljen za rednega profesorja za ginekologijo in porodništvo na Medicinski fakulteti v Ljubljani, na Medicinski fakulteti v Mariboru pa je na podiplomskem študiju nosilec predmetov Ženska in moška neplodnost in Reproduktivna biologija in embriologija. Njegova bibliografija obsega več kot 500 enot strokovne literature.
Od leta 2013 je tudi član Srbske akademije znanosti in umetnosti. Poleg omenjenega je član Strokovnega sveta za ginekologijo in porodništvo pri Slovenskem zdravniškem združenju, član delovne skupine pri Evropskem združenju za humano reprodukcijo in embriologijo (ESHRE), član direktorata MSRM (Mediterranean Society for Human Reproduction) in drugih.   
Po upokojitvi je še vedno aktiven v podjetju IVF Adria, ki ga vodi skupaj s sinom. Vlaisavljević je poročen in ima dva sina. Živi v Mariboru. Njegov brat Milan je po poklicu stomatolog.     

## Nagrade
Veljko Vlaisavljević je prejemnik več nagrad. Leta 2009 mu je Mestna občina Maribor podelila zlati grb mesta za dolgoletno znanstveno raziskovalno delo s področja zdravljenja neplodnosti in humane embriologije ter poseben prispevek k mednarodni zakladnici znanja. Istega leta je prejel tudi naziv Naj Mariborčan po mnenju novinarjev. Poleg omenjenih je prejel tudi priznanje Jugoslovanskega društva ginekologov, priznanje Splošne bolnišnice v Mariboru, priznanje Ginekološke klinike v Ljubljani, priznanje Sekcije za uporabo ultrazvoka v medicini Srbskega zdravniškega društva in drugih.